# 裏筒井町
裏筒井町（うらつついちょう）は、愛知県名古屋市東区にあった地名。

## 地理
北で筒井町に接し、水筒先町と車道町の間に所在した。

## 歴史
筒井町から分離して成立した町。

### 沿革
- 1878年（明治11年） 12月28日 - 筒井町裏を名古屋区裏筒井町と改称[4]。
- 1889年（明治22年）10月1日 - 名古屋市成立に伴い、同市裏筒井町となる[4]。
- 1908年（明治41年）4月1日 - 東区に編入され、同区裏筒井町となる[4]。
- 1941年（昭和16年）12月10日 - 一部が水筒先町に編入される[4]。
- 1981年（昭和56年）9月13日 - 全域が筒井二丁目編入され、消滅[4]。